# 巴斯塔奈人
巴斯塔奈人（Bastarnae）在希臘化和古羅馬時期居住在歐洲喀爾巴阡山脈以東、從聶斯特河上游到多瑙河三角洲一帶的一個大部族。

## 沿革
馬其頓王腓力五世和佩爾修斯曾利用他們反對色雷斯人，本都王國的米特里達梯六世曾利用他們反對羅馬人。普林尼（Pliny）、塔西圖斯（Tacitus）以及最近的考古學發現，都證實這一部族源出日爾曼人種。西元前29年他們被羅馬將軍克拉蘇征服。後來，羅馬皇帝普羅布斯將他們移居到多瑙河南岸。